# Сафаа Хаді
Сафаа Хаді Абдуллах Аль-Фурайджи (араб. صفاء هادي عبد الله; нар. 14 жовтня 1998, Багдад, Ірак) — іракський футболіст, опорний півзахисник клубу Прем'єр-ліги Росії «Крила Рад» (Самара) та національної збірної Іраку.

## Клубна кар'єра

### Ранні роки
Сафаа Хаді розпочав свою діяльність у молодіжній системі у престижній школі Аммо Баби в Багдаді, де багато її випускників представляли збірну Іраку. Згодом приєднався до молодіжної команди «Аманат» (Багдад).

### «Аманат» (Багдад) / «Аль-Мінаа»
У 2015 році переведений у дорослу команду «Аманат» (Багдад), представляючи першу команду в іракській Прем'єр-лізі в сезоні 2015/16 років. Деьбтним голом в іракському чемпіонаті за «Аманат» відзначився 29 лютого 2016 року в поєдинку проти «Ен-Наджафа». У червні 2016 року перейшов до «Аль-Мінаа», де провів наступний сезон.

### «Аль-Завраа»
У січні 2017 року підписав контракт з грандом іракського футболу, «Аль-Завраа», найуспішніший іракський клуб в історії, де залишався протягом наступних двох з половиною сезонів і зарекомендував себе як зірка команди, а також закріпився як основний півзахисник збірної Іраку.
У своєму дебютному сезоні в новій команді виграв Кубок Іраку, а декілька місяців по тому — суперкубок країни. У сезоні 2017/18 років «Аль-Завраа» домінував у Прем'єр-лізі, Хаді ж був одним з провідних гравців команди, яка за підсумками вище вказаного сезону виграла національний чемпіонат.
У сезоні 2018/19 років Сафаа вперше у своїй кар'єрі зіграв у Лізі чемпіонів АФК, де «Аль-Завраа» посів третє місце у своїй групі, поступившись іранському «Зоб Ахану» та саудівському «Ан-Насру». Наприкінці вище вказаного сезону вдруге у своїй кар'єрі виграв кубок Іраку, при цьому відзначився переможним голом у фіналі, але цей поєдинок став останнім для Сафаа у футболці клубу.

### «Аш-Шурта»
Влітку 2019 року Хаді пов'язували з грандом російського футболу, петербурзьким «Зенітом», але сам футболіст вирішив підписати контракт, й допомогти захистити титул переможця Прем'єр-ліги, «Аш-Шурті». Дебютував за нову команду в поєдинку Кубку арабських чемпіонів 2019/20 проти «Аль-Кувейта». Наступним дл Сафаа поєдинком за «Аш-Шурту» стала зустріч зі своїм колишнім клубом, проти «Аль-Завраа» в суперкубку країни 2019 року. Хаді допоміг своєму новому клубу перемогти в матчі та виграти трофей. «Аш-Шурта» дійшов до 1/4 фіналу Кубку арабських чемпіонів, ставши першим іракським клубом з 2013 року, який дійшов до вище вказаної стадії цього турніру. Сафаа також зіграв три матчі Прем'єр-ліги Іраку, після чого турнір було призупинено. 23 січня 2020 року залишив команду та відправився до Туреччини.

### «Крила Рад» (Самара)
Під час зимового трансферного вікна 2020 року Сафаа знову пов'язували з петербурзьким «Зенітом». Вже після проходження медичного огляду та перед самим підписанням контракту керівництво іракського клубу намагалося заблокувати трансфер, посилаючись на те, що Хаді винен клубу гроші. Незважаючи на це, 21 лютого 2020 року перейшов до представника російської Прем'єр-ліги «Крила Рад» (Самара), з яким Хаді підписав 2,5-річний контракт, завдяки чому став першим іракцем у російській Прем'єр-лізі та другим іракцем в Росії, після Хаді Хайдара з московського «Торпедо», який виступав за команду у сезоні 2017/18 років.
За самарський клуб дебютував 16 березня 2020 року в поєдинку проти «Тамбова», замінивши Артема Тимофєєва на 86-й хвилині матчу. Через світову пандемію COVID-19 російську Прем'єр-лігу було призупиненили вже наступного деня, спочатку до 10 квітня, але через збільшення кількості заражених у Росії відновлення сезону відклали до 31 травня. 15 травня 2020 року було оголошено, що ліга відновить матчі в середині червня, а розклад та повний графік будуть опубліковані пізніше. 2 червня 2020 року опублікували повний календар на залишок сезону, включаючи півфінали та фінал Кубку Росії 2019/20, в якому московське «Торпедо» вибили «Крила Рад» ще 1/8 фіналу, було оголошено, що першим матчем після відновлення чемпіонату стане матч у Самарі 19 червня, оскільки «Крила Рад» прийматиме грозненський «Ахмат».
Сафаа залишився на лаві запасних у першому після відновлення сезону матчі, а його команда програла вдома (2:4) своєму супернику в боротьбі за виживання, «Ахмату», через що опустився на дно турнірної таблиці. Свій наступний матч «Крила» провели на виїзді, проти «Зеніта» з Санкт-Петербурга. Сафаа знову розпочав поєдинок на лаві запасних, але на 79-й хвилині вийшов на футбольне поле й замінив Артема Тимофєєва, зігравши, таким чином, свій другий матч у чемпіонаті, але не зміг допомогти уникнути поразки самарському колективу (1:2). Після поразки від «Зеніта» новим головним тренером «Крил Рад» призначили Андрія Талалєва, перед яким поставили завдання уникнути пониження в класі. Першим матчем на посаді головного тренера для Талалаєва став поєдинок 30 червня проти господаря та фіналіста Суперкубку Росії московського «Локомотива». Хаді вдруге поспіль вийшов на поле, замінивши на 56-й хвилині Тараса Бурлака, але пробув на полі менше 20 хвилині, оскільки протягом двох хвилин отримав дві жовті картки й достроково завершив матч. «Крила Рад» зіграли внічию проти московського клубу (1:1), через що за 5 матчів до завершення сезону залишилися у зоні вильоту.

## Кар'єра в збірній

### Юнацькі збірні
Вперше представляв Ірак на міжнародній арені в 2014 році у футболці юнацької збірної країни (U-17). У 2016 році в складі юнацької збірної Іраку (U-19) брав участь в юнацькому чемпіонаті Азії. На груповому етапі зіграв дві зустрічі, а збірна Іраку впевнено посіла перше місце. У чвертьфінальному матчі з Саудівською Аравією основний час закінчився з рахунком 2:2. У серії післяматчевих пенальті Сафаа допустив промах у вирішальному ударі.
Два роки по тому з олімпійською збірною виступав на молодіжному чемпіонаті Азії. Хаді взяв участь у всіх чотирьох матчах своєї команди. Збірна Іраку на груповому етапі посіла перше місце, здобувши дві перемоги та одну нічию. Матч 1/4 фіналу проти однолітків з В'єтнаму завершився внічию 3:3, а по пенальті Ірак, як і двома роками до цього, програв.

### Перша команда
8 травня 2018 року викликаний на свій дебютний поєдинок проти Палестини. З тих пір зіграв 26 матчів за національну команду, в тому числі й у кваліфікації чемпіонату світу 2022 року. Учасник Кубку Азії 2019 року.

## Стиль гри
Як правило, використовується на позиції опорного півзахисника. Дуже працьовитий гравець з високим рівнем концентрації, відмінно перехоплює вільні м'ячі та руйнує гру команди-суперника завдяки своїм відчуттю позиції та захисним навичкам.

## Особисте життя
Народився 1998 року в Багдаді, але його родина походить з міста Садр. Має молодшого брата, який виступає за «Ан-Нафт» та молодіжну збірну Іраку.

## Статистика виступів

### У збірній
Станом на 5 грудня 2019 года
| Матчи и голы Сафаа Хади за национальную сборную Ирака | Матчи и голы Сафаа Хади за национальную сборную Ирака | Матчи и голы Сафаа Хади за национальную сборную Ирака | Матчи и голы Сафаа Хади за национальную сборную Ирака | Матчи и голы Сафаа Хади за национальную сборную Ирака | Матчи и голы Сафаа Хади за национальную сборную Ирака |
| №                                                     | Дата                                                  | Суперник                                              | Рахунок                                               | Голи                                                  | Змагання                                              |
| ----------------------------------------------------- | ----------------------------------------------------- | ----------------------------------------------------- | ----------------------------------------------------- | ----------------------------------------------------- | ----------------------------------------------------- |
| 1                                                     | 8 травня 2018                                         | Палестина                                             | 0:0                                                   | 0                                                     | Товариський матч                                      |
| 2                                                     | 4 серпня 2018                                         | Палестина                                             | 0:3                                                   | 0                                                     | Товариський матч                                      |
| 3                                                     | 15 жовтня 2018                                        | Саудівська Аравія                                     | 1:1                                                   | 0                                                     | Товариський матч                                      |
| 4                                                     | 20 листопада 2018                                     | Болівія                                               | 0:0                                                   | 0                                                     | Товариський матч                                      |
| 5                                                     | 24 грудня 2018                                        | КНР                                                   | 2:1                                                   | 0                                                     | Товариський матч                                      |
| 6                                                     | 28 грудня 2018                                        | Палестина                                             | 1:0                                                   | 0                                                     | Товариський матч                                      |
| 7                                                     | 8 січня 2019                                          | В'єтнам                                               | 3:2                                                   | 0                                                     | Кубок Азії 2019                                       |
| 8                                                     | 12 січня 2019                                         | Ємен                                                  | 0:3                                                   | 0                                                     | Кубок Азії 2019                                       |
| 9                                                     | 16 січня 2019                                         | Іран                                                  | 0:0                                                   | 0                                                     | Кубок Азії 2019                                       |
| 10                                                    | 22 січня 2019                                         | Катар                                                 | 0:1                                                   | 0                                                     | Кубок Азії 2019                                       |
| 11                                                    | 20 березня 2019                                       | Сирія                                                 | 1:0                                                   | 0                                                     | Товариський матч                                      |
| 12                                                    | 26 березня 2019                                       | Йорданія                                              | 3:2                                                   | 0                                                     | Товариський матч                                      |
| 13                                                    | 30 липня 2019                                         | Ліван                                                 | 1:0                                                   | 0                                                     | Чемпіонат Федерації футболу Західної Азії 2019        |
| 14                                                    | 2 серпня 2019                                         | Палестина                                             | 2:1                                                   | 0                                                     | Чемпіонат Федерації футболу Західної Азії 2019        |
| 15                                                    | 8 серпня 2019                                         | Сирія                                                 | 0:0                                                   | 0                                                     | Чемпіонат Федерації футболу Західної Азії 2019        |
| 16                                                    | 11 серпня 2019                                        | Ємен                                                  | 2:1                                                   | 0                                                     | Чемпіонат Федерації футболу Західної Азії 2019        |
| 17                                                    | 14 серпня 2019                                        | Бахрейн                                               | 0:1                                                   | 0                                                     | Чемпіонат Федерації футболу Західної Азії 2019        |
| 18                                                    | 5 вересня 2019                                        | Бахрейн                                               | 1:1                                                   | 0                                                     | Кваліфікаційні матчі ЧС-2022                          |
| 19                                                    | 9 вересня 2019                                        | Узбекистан                                            | 0:0                                                   | 0                                                     | Товариський матч                                      |
| 20                                                    | 10 жовтня 2019                                        | Гонконг                                               | 2:0                                                   | 0                                                     | Кваліфікаційні матчі ЧС-2022                          |
| 21                                                    | 15 жовтня 2019                                        | Камбоджа                                              | 4:0                                                   | 0                                                     | Кваліфікаційні матчі ЧС-2022                          |
| 22                                                    | 14 листопада 2019                                     | Іран                                                  | 2:1                                                   | 0                                                     | Кваліфікаційні матчі ЧС-2022                          |
| 23                                                    | 19 листопада 2019                                     | Бахрейн                                               | 0:0                                                   | 0                                                     | Кваліфікаційні матчі ЧС-2022                          |
| 24                                                    | 26 листопада 2019                                     | Катар                                                 | 2:1                                                   | 0                                                     | Кубок націй Перської затоки 2019                      |
| 25                                                    | 29 листопада 2019                                     | ОАЕ                                                   | 2:0                                                   | 0                                                     | Кубок націй Перської затоки 2019                      |
| 26                                                    | 2 грудня 2019                                         | Ємен                                                  | 0:0                                                   | 0                                                     | Кубок націй Перської затоки 2019                      |
| 27                                                    | 5 грудня 2019                                         | Бахрейн                                               | 2:2 (3:5)                                             | 0                                                     | Кубок націй Перської затоки 2019                      |

Загалом: 27 матчів та 0 голів; 15 перемог, 9 нічиїх, 3 поразки.

## Досягнення

### Клубні
«Аль-Завраа»
- Прем'єр-ліга Іраку
  -  Чемпіон (1): 2017/18

- Кубок Іраку
  -  Володар (2): 2016/17, 2018/19

- Суперкубок Іраку
  -  Володар (1): 2017

«Аш-Шурта»
- Суперкубок Іраку
  -  Володар (1): 2019

збірна Іраку
- Чемпіонат Федерації футболу Західної Азії
  -  Срібний призер (1): 2019

- Кубок націй Перської затоки
  -  Бронзовий призер (1): 2019